# Ferenc Toldy
Ferenc Toldy (născut Franz Karl Joseph Schedel, n. 10 august 1805, Buda, Imperiul Austriac – d. 10 decembrie 1875, Budapesta, Austro-Ungaria) a fost un critic literar maghiaro-german.

## Biografie
S-a născut la Buda într-o familie germană, fiind fiul lui Franz Schedel și Josepha Thalherr. El a fost trimis la școală în Cegléd. A studiat medicina și a profesat ca medic în Pesta, dar interesul său față de literatură i-a absorbit atenția și a publicat un manual privind poezia maghiară în 1828. A călătorit la Berlin, Londra și Paris, întorcându-se în 1830. Din 1833 până în 1844 a fost profesor de dietetică la Universitatea din Pesta.
A devenit membru al Academiei Maghiare, fiind ales secretar al acestei instituții în 1835. A rămas în această funcție până în 1861, când a fost numit profesor de literatură maghiară. În 1836 a fost unul dintre fondatorii Societății Kisfaludy, pe care a condus-o ca director în perioada 1841-1861. 
Și-a schimbat numele în cel de Toldy în 1846. El îl folosise deja ca pseudonim la începutul carierei sale. Lucrările sale cele mai importante au fost publicate în anii 1850 și 1860.

## Scrieri
- Isocratis Paraenesis ad Demonicum, e graeco per Rud. Agricolam. Adjecta translatione hungarica. Curavit Franc. Josephus Schedel. Pestini, 1822
- A haramják, dr. 5 felv. Irta Schiller Friderik. Magyarra átvivé... U. ott, 1823 (Schedel F. J. Külföldi Színjátékai I. Előadták Pesten 1839. jún. 16. és 22. Újra ford. és színre alkalmazva. Nagy Ignácz Színműtára XII. füzet, 1841)
- Most vagy soha. Elbeszélés. U. ott, 1824
- Aesthetikai Levelek Vörösmarty Mihály Epikus Munkáiról. U. ott, 1827 (A Tud. Gyűjteményből Vörösmarty életrajzával)
- Handbuch der Ungarischen Poesie. In Verbindung mit Julius Fenyéry herausgegeben von Franz Toldy. Pest und Wien, 1827–28. Két kötet
- Blumenlese aus Ungarischen Dichtern, in Übersetzungen von Gruber, Graf Mailath, Paziazzi, Petz, Graf Franz Teleki, Tretter u. A. gesammelt und mit einer einleitenden Geschichte der Ungar. Poesie begleitet von Franz Toldy. U. ott. 1828 (Kivonat a Handbuchból)
- Magyar költői régiségek. Die Kaisertochter. Ungarische Ballade aus dem XVI. Jahrhundert. Aus dem MS. übersetzt von einem Unbekannten. A császárlány, vagyis Szilágyi Mihály és Hajmási László historiája... U. ott, 1828
- Aradi gyűlés, hősköltemény... Írta Czuczor Gergely, kiadta barátja... Pest, 1828
- Physiologia pulsus, auctore Franc. Jos. Schedel, M. D. artis ophthalmiatricae magistro U. ott, 1829
- Dr. Hufeland H. V. Szegények patikája... Ford. Schedel F. U. ott, 1831 (A gyógyszerek magyar szótárával megtoldva)
- Kisfaludy Károly Minden munkái. Összeszedte... Buda, 1831, tíz kötet
- Kisfaludy Károly élete. U. ott, 1832 (Külön kiadás az előbbeni munka X. kötetéből)
- Magyar-deák és deák-magyar Orvosi Szókönyv az Orvosi Tár első két évéhez. Pest, 1833
- Dayka versei. Összeszedte Kazinczy Ferencz. Második bővebb kiadás. Buda. 1833 (Dayka új életrajzával)
- Magyar és Német Zsebszótár, közrebocsátá a M. Tud. Társaság Második vagy Német-Magyar rész. U. ott, 1835 (Vörösmartyval)
- Kazinczy Ferencz Eredeti Munkái. A M. T. Társ. megbízásából összeszedték Bajza és Schedel. I. kötet; Kazinczy Eredeti Poétai Munkái: U. ott, 1836. II. kötet. Utazások. U. ott, 1839, Második osztály. Levelek I. II. k. K. F. levelei Kis Jánoshoz. U. ott, 1842. III. k. K. F. levelei Szent-Györgyi Józsefhez, ifj. Szilágyi Sámuelhez, Csokonaihoz és Ercseihez. U. ott, 1845
- Czuczor Poétai Munkái. U. ott, 1836 (Szerkesztette és saját költségén kiadta)
- Diaetetika elemei. Hallgatói számára kézirat helyett kiadta dr. Schedel F. U. ott, 1839
- Philosophiai anthropologia, írta Köteles Sámuel, kiadta a M. Tud. Társ. Buda, 1839. (Nyelvileg átdolgozta)
- Az írói tulajdon, philosophiai, jogi és literaturai szempontból... Pest, 1840 (Külön kiadás a Budapesti Szemléből).
- Magyar helyesírás... Új jav. kiadás. Buda, 1840 (A Verseghy-féle iskolai helyesírásnak átdolgozása)
- Cornelius Nepos fenmaradt minden munkái, ford. jegyzetekkel Czuczor. Az eredeti szöveggel, C. N. életével, idősori táblával, történeti mutatóval és abroszokkal kiadta... U. ott, 1841 (2. kiadás. Pest, 1842)
- Nemzeti Könyvtár. Kisfaludy Károly minden munkái. Szerk. és kiadta... Második, teljesebb kiadás. Pest, 1843 (3. kiadás. U. ott, 1843. K. K. életrajzával. 4. kiadás U. ott, 1843–44)
- Nemzeti Könyvtár. Kármán József írásai és Fanni hagyományai. Újra kiadta és bevezette... U. ott, 1843 (Elől: Kármán és Fanni emlékezetők)
- A műfordítás elveiről... Buda, 1843
- Nemzeti Könyvtár. Csokonai Mihály minden munkái. Kiadatlanokkal, jegyzetekkel és életrajzzal bőv. kiadás. U. ott, 1844
- Nemzeti Könyvtár. Kis János poéta munkái. Jegyzetekkel és életrajzzal bőv. kiadás. U. ott, 1846
- Toldy Ferencz Irodalmi beszédei. Kiadta Bajza. Pozsony, 1847
- Nemzeti Könyvtár. Vörösmarty Mihály minden munkái. Kiadták barátai Bajza J. és Schedel F. 2. öszves kiadás. Pest, 1847
- Emlékbeszéd József főhg nádor magyar akadémiai pártfogó felett. Buda, 1847
- Hellen Könyvtár, kiadta a Kifaludy-Társaság III., IV. kötet. Bpest, 1847 (Ügyelete alatt jelent meg bevezetéssel. «Soplokles» V., VI. köt., intőszózattal «Az olvasóhoz»)
- Nemzeti Könyvtár. Kisfaludy Sándor minden munkái. Pest, 1848
- Ugyanez hat kötetben. U. ott, 1848
- Emlékbeszéd Kis János felett. Buda, 1848
- Utasítás a M. Akadémiai Könyvtár tisztviselői számára. U. ott, 1848
- Toldy Ferencz két könyve az egészség fenntartásáról. Második kiadás. pest, 1850
- Reguly Antal és a finn-magyar kérdés. U. ott, 1850
- Culturzustände der Ungarn vor der Annahme das Christenthumes. Wien, 1850 (Különny. a Sitzungsberichtekből)
- A magyar történeti költészet Zrinyi előtt. Első közlemény. U. ott, 1850
- A magyar nemzeti irodalom története. (Ó- és középkor). Példatárral. Pest, 1851 (2. jav. kiadás. Pest, 1852. Két kötet. 3. jav. k. 1862. Németül ford. Kolbenheyer Móricz. 1865. U. ott)
- Chronicon Hungarorum Posoniense... Budae, 1852. (Bevezetéssel a magyar krónikának genesiséről)
- Galantai gróf Esterházy Miklós munkái. Szerző életrajzával. U. ott, 1852. (Újabb Nemzeti Könyvtár. Kézi kiadás. U. ott, 1853, két kötet)
- Az Újabb Nemzeti irodalom. I. füzet. U. ott, 1853 (Befejezetlen)
- Magyar Chrestomathia. I., II. folyam, a nagy gymnasiumok VIII. osztálya szükségeihez alkalmazva. U. ott, 1853
- Nemzeti Könyvtár. Faludy Ferencz minden munkái. U. ott, 1853
- Ujabb nemzeti könyvtár (Kiadta egy társaság) Zerinvári gróf Zrinyi Miklós összes munkái. Első a szerző kiadatlan prózai műveivel kiegészített kiadás. Kazinczy Gábor és Toldy Ferencz által. U. ott. 1853 és 1854
- A magyar költészet története. U. ott, 1854, két kötet (A szerző jegyzeteiből jav. és bőv. német kiadása. Ford. Steinacker Gusztáv. U. ott. 1863)
- Ujabb Nemzeti Könyvtár. Harmadik folyam. tizenhatodik századbeli magyar történetírók. I. Székely István Magyar Krónikája 1558. II. Heltai Gáspár Magyar Krónikája 1575. U. ott, 1854
- Faludi Ferencz versei. 5. kiad. U. ott, 1854
- Tihamér. Regény. Irta Kisfaludy Károly. (Emlékkiadás). U. ott, 1854
- Emlékbeszéd gróf Teleki József... felett febr. 26. 1855. U. ott, 1855
- A magyar nyelv és irodalom Kézikönyve I. A mohácsi vésztől Kisfaludy Sándorig. II. k. A XIX. század költői Kazinczy Ferencztől Arany Jánosig. U. ott, 1855 és 1857
- Alexandriai szent Katalin verses Legendája, ugyanazon szentnek két kisebb prózai életével együtt. Régi codexekből nyelvjegyzetekkel kiadta. U. ott, 1855
- Immaculata. A régi magyar anyaszentegyház hét szent beszédében. Régi codexekből... nyelvjegyzetekkel. U. ott, 1855
- A magyar nemzet napjai a legrégibb időtől az aranybulláig. Irta Jászay Pál. Kiadta T. (Jászay felett tartott emlékbeszédével) U. ott, 1855
- Irodalmi arczképei és ujabb beszédei. U. ott, 1856
- Régi Magyar Passio, rajzokkal. Adalékúl a középkori magyar irodalom és rajzművészet ismeretéhez. Régi codexekből nyelvjegyzetekkel. U. ott, 1856
- A M. Helyesírás ügyében... U. ott, 1856
- Kisfaludy Károly Vig elbeszélései. U. ott, 1856 (Vasárnapi Könyvtár VIII.)
- Szilasy János Philosophiai Tanulmányai. U. ott, 1856
- Nádor-Codex. A pesti egyetemi könyvtár eredetijéből, bevezetéssel es szótárral. Buda, 1857
- Legendam S. Elisabethae Andreae II. Hungarorum Regis filiae palaeohungaricam Aug. ac Glor. Imp. Hungarorum Reginae Elisabethae, dum patriam s. Elisabethae Hungariam primum inviseret, homagiali cum submissione vovet Societas Hung. s. Stephani, mense maio 1857 (Bevezetéssel és jegyzetekkel)
- Sárospataki Magyar Krónika MDXXIII-MDCXV. Pest, 1857 (Bevezetéssel. A M. Akad. Tört. Tára IV. kötetéből)
- Gaal György Magyar Népmese-Gyűjteménye. Kiadták Kazinczy Gábor és T. U. ott, 1857 és 1860, három kötet (Három előszóval)
- Bajza Versei. Negyedik, teljesebb kiadás, a költő életrajzával. U. ott, 1857
- Régi Magyar Legendák Tára. Régi codexekből, bevezetésekkel és szótárakkal kiadta... V. k. A debreczeni legendás könyv, a Krisztina-legendával együtt. U. ott, 1858
- Magyar Prózaírók a XVI. és XVII. századból... bevezetésekkel és szómagyarázatokkal kiadta... I. k. Régi magyar mesék, beszélyek és erkölcsiratok. 1. U. ott, 1858
- Magyar Remekírók gyémántkiadása. I–III. U. ott, 1858. (I. II. Kisfaludy Sándor, A kesergő szerelem. A boldog szerelem, III. Kisfaludy Károly versei, ötödik kiadás és 6. kiadás. U. ott, 1863, bevezetéssel, V. Csokonai válogatott versei 1859 és 1862, bevezetéssel. VIII. Kölcsey Ferencz versei. 4. kiadás 1859 és 1863 Életrajzzal. U. ott)
- Német-Magyar Tudományos Műszótár, a cs. k. gymnasiumok és reáliskolák számára. U. ott, 1858 (Közreműködött és bevezetéssel ellátta)
- Kazinczy Ferencz és kora. I. rész 1. és 2. könyv 1759–1794. II. rész 3. könyv 1794–1801. U. ott, 1859–60 (Több nem jelent meg)
- Akadémiai Emlékkönyv a Kazinczy Ferencz születése évszázados ünnepéről oct. 27. 1859. U. ott.
- Magyar Szentek Legendái a Carthausi Névtelentől. Az eredeti codexből bevezetéssel és nyelvjegyzetekkel. U. ott, 1859
- A magyar nemzet classikus írói. Kiadta... U. ott, 1859–60. Negyven kötet. (Kisfaludy Károly minden munkái. 5. összes kiadás 1859–68. Nyolcz kötet. Kölcsey Ferencz minden munkái. 2. bőv. kiadás. 1859–61. Nyolcz kötet. Zágoni Mikes Kelemen Törökországi Levelei, életrajzi értekezéssel. 1861. Két kötet. Rajza összegyűjtött munkái. 2. bőv. kiad. 1861–63. Hat kötet. Virág Benedek Magyar Századai I. II. 3. kiadás, III. IV. 2. kiadás. 1862–63. Öt kötet. Virág Benedek poetai munkái. 3. teljesb kiadás. 1863. Berzsenyi Dániel munkái. Ujra átnézett kiadás 1864. Három kötet. Gyöngyösi István válogatott poetai munkái 1864–65. Két köt. Bacsányi János költeményei, válogatott prózai írásaival. 1865. Szentjóbi Szabó László költői munkái 1865. Verseghy Ferencz költeményei 1865. U. ott)
- Berzsenyi Dániel versei. Kiadatlanokkal és életrajzzal bővítve. U. ott, 1860
- Kazinczy Ferencz levelezése Kisfaludy Károlylyal s ennek körével. Kiadta Kazinczy Gábor. U. ott, 1860. (Toldy F. levelezése 1822–1831. 20–206. l.)
- Gróf Széchenyi István Verse anyjához, gróf Festetics Julianához. Megelőzi Széchenyi Nekrologja T.-tól. U. ott, 1860 (Az Új M. Múzeumból)
- Bartal György: A párthus és húnmagyar scythákról. A szerző arczképével s rövid életrajzával kiadja T. F. U. ott, 1860
- Sylloge Legum Hungariae Fundamentalium. A magyar birodalom alaptörvényei... Kiadta. Buda, 1861 (Latin és magyar szöveg)
- Toldy Ferencznek a magyar nyelv és irodalom egyetemi nyilv. rendes tanári székébe iktattatásakor 1861. júl. 13. tartott beszédek. Pest, 1861 (Petzval Ottó beszédével)
- Történelmi és Irodalmi Berek. II. kötet: gróf Kemény József, Tört. és Irodalmi Kalászatok. U. ott, 1861 (I. kötet nem jelent meg)
- Emlékbeszéd Bajza József felett 1861. decz. 22. U. ott. 1862. (Magy. Tudom. Akadémia évkönyvei 7. darabja; a Bud. Szemle XIII. k. is)
- Február Hatodika. Előjáték. Írta a Kisfaludy-Társaságnak egy régi tagja. előadatott a budai Népszínház Kisfaludy-ünnepén febr. 4. 1862
- Visszapillantás tudományos állapotainkra, kapcsolatban a régi s az új tanrendszerrel. Beszéd az egyetemi bölcseleti kar dékánjától. U. ott, 1863
- Brutus János Mihály magy. kir. történetíró Magyar Historiája 1490–1552. A szerző életrajzával. I. kötet. II. Ulászló országlata. II. k. II. Lajos trónra lépésétől 1537-ig. U. ott, 1863 és 1867 (Monumenta II. oszt. 13. k.)
- Georgii Pray Series chronologica Palatinorum Vngariae e diplomatibus collecta, cum praevio commentariolo de veteri palatinatus provincia. Budae, 1863
- A magyar nemzeti irodalom története a legrégibb időktől a jelen korig, rövid előadásban. I. II. szállítmány. Pest, 1864–65 (A m. tudom. Akadémia nagy jutalmában részesült. 2. kiadás. Bpest, 1878)
- Memoria Ins. Ord. S. Stephani Hung. regis Apostolici Secularis. Vindobonae, 1864
- Emlékbeszéd, melyet néhai Fejér György felett 1865. júl. 3. az egyetemen tartott. Buda, 1865
- Corpus Grammaticorum Linguae Hung. veterum. A régi magyar nyelvészek Erdősitől Tsétsiig. Pest, 1866
- Ghymesi Forgách Ferencz nagyváradi püspök Magyar Historiája. 1540–72. Közli Majer Fidel, bevezette és kiegészítette. U. ott, 1866
- Baranyai Decsi János Magyar Historiája 1592–98. A szerző életrajzával, közli... U. ott, 1866 (Monumenta II. oszt. 17. köt.)
- Marci Chronica de gestis Hungarorum... U. ott, 1867
- A magyar költészet története az ősidőktől Kisfaludy Sándorig. Második bőv. czímképes kiadás egy kötetben. U. ott, 1867
- Irodalomtörténeti Olvasókönyv vonatkozással a M. Irodalom Történetére. U. ott, 1868–69. Két kötet (2. jav. kiadás. U. ott, 1876)
- Tudománybeli hátramaradásunk s ezek tekintetéből Akadémiánk feladása. U. ott, 1868 (Értekezések a nyelv- és széptud. köréből. I. 5.)
- Toldy Ferencz Összegyűjtött munkái I–VIII. U. ott, 1868–1874. (I., II. Magyar Államférfiak és írók, életrajzi emlékek. III., IV. Magyar költők élete. V. VI. Irodalmi beszédek. VII. Irodalmi arczképek és szakaszok. VIII. Kritikai berek I. kötet. A IX. kötet fele kiszedetett, de nem került forgalomba).
- Nyilt levél Sz. P. országos képviselő úrhoz a m. kir. egyetemi könyvtár ügyében. T... U. ott, 1868
- Adalékok a régibb magyar irodalom történetéhez. U. ott, 1869 (Értekezések a nyelv- és széptud. kör. I. 9.)
- Vissza van-e állítva Negyvennyolc. Tekintettel Kossuth Lajos némely nyilatkozataira. Az okulni akarók figyelmébe ajánlja Corvin. U. ott, 1869
- Pillantás a most lefolyt válasz-felirati vitára. Kisfaludy Sándor harmincz év előtti előtti közösügyi indítványával. Pest, jún. 4. 1869
- Egy országos intézet veszedelmének nyilt és titkos, érdekes története. U. ott, 1870 (Különny. a Reformból, jegyzetekkel)
- Indokolt indítvány, előadva az Akadémiában, tudományos kézikönyvek s egy irodalmi folyóirat ügyében. U. ott, 1870 (Különny. a M. tud. Akad. Értesítőjéből)
- Kisfaludy Sándor hátrahagyott munkái. Kiadta... U. ott, 1871. Négy kötet
- A m. k. tud.-egyetem első szüksége. Beszéd, mellyel 1871. okt. 1-jén rektori székét elfoglalta
- Újabb adalékok a régibb magyar irodalom történetéhez. U. ott, 1871 (Értek. a nyelv.- és széptud. kör. II. 7.)
- Mária Terézia. Emlékbeszéd, melyet a m. k. tud. egyetem újjáalakítása XCII. évfordulóján, 1872. jún. 25. tartott. U. ott, 1872
- Az uj magyar orthologia. Pest, 1875 (Értekezések a nyelv- és széptud. köréből IV. 8.)
- Brutus János Mihály Magyar Históriája, 1490-1552. Budapest, 1876 (szerk. Nagy Ivánnal)
- A magyar költészet kézikönyve a mohácsi vésztől a jelenkorig, vagyis az utóbbi negyedfél század kitünőbb költői életrajzokban és jellemző mutatványokban feltüntetve. U. ott, 1876. Öt kötet szerző arczképével (A Magyar tudományos Akadémia II. mellékjutalmát kapta)